# Andriej Miagkow
Andriej Wasiljewicz Miagkow (ros. Андрей Васильевич Мягков; ur. 8 lipca 1938 w Leningradzie, zm. 18 lutego 2021 w Moskwie) – radziecki i rosyjski aktor filmowy i teatralny.

## Życiorys
Był synem profesora politechniki. W 1965 ukończył studia aktorskie w szkole przy moskiewskim teatrze MChAT, w klasie Wasilija Markowa. Po studiach rozpoczął pracę w Moskiewskim Teatrze Współczesnym, od 1977 w MChaT, a od 1986 w teatrze im. A. Czechowa.
W filmie zadebiutował w 1965 rolą Czesnokowa w obrazie Przygody dentysty. Wystąpił w 44 filmach grając głównie role komediowe. W 1977 wyróżniony nagrodą państwową ZSRR za rolę w filmie Ironia losu, w 1979 otrzymał nagrodę im. braci Wasiljewów za rolę w filmie Biurowy romans.
Był żonaty (żona Anastasią Walentinowną Wozniesienską była aktorką). Aktor zmarł wskutek ostrej niewydolność serca. Pochowany na Cmentarzu Trojekurowskim w Moskwie.

## Filmografia
- 1965: Przygody dentysty jako Czesnokow
- 1969: Bracia Karamazow jako Alosza
- 1969: Stary dom jako Aleksander Hercen
- 1971: Srebrne trąby jako Arkadij Gajdar
- 1972: Nieoczekiwany gość jako Nieczajew
- 1975: Lęk wysokości jako Krotow
- 1975: Szczęśliwego Nowego Roku jako Żenia Łukaszyn
- 1976: Dni Turbinów jako Aleksiej Turbin
- 1977: Urlop, którego nie było jako Jurij
- 1977: Biurowy romans jako Anatolij Nowosielcew
- 1979: Garaż jako Chwostow
- 1979: Poranny obchód jako lekarz Nieczajew
- 1983: Letarg jako Bekasow
- 1983: Posłowie jako Szwyrkow
- 1984: Gorzki romans jako Jurij Karandyszew
- 1986: Ostatnia droga jako Dubelt
- 1986: Od wypłaty do wypłaty jako Pawliszczew
- 1992: Na Deribasowskiej ładna pogoda, ale pada na Brighton Beach jako wujek Misza
- 1993: Jesienne atrakcje jako Dagmajer
- 1998: Kontrakt ze śmiercią jako Ignatowski
- 2001: Baśń o strzelcu Fiedii jako car
- 2004: 32 grudnia jako Siergiej Pietrowicz

## Nagrody i odznaczenia
- Nagroda Państwowa ZSRR (1977)
- Order Honoru (8 lipca 1998)
- Order Przyjaźni[2]
- Nagroda Państwowa RFSRR (1979)
- Order „Za zasługi dla Ojczyzny” III klasy (2019)[3]
- Order „Za zasługi dla Ojczyzny” IV klasy (1 września 2003)
- Tytuł Ludowego Artysty RFSRR (5 grudnia 1986)[4]